# Pnoepyga formosana
Pnoepyga formosana  (лат.) — вид воробьиных птиц семейства бесхвостых тимелий. Эндемик острова Тайвань, обитает в высокогорьях. Долгое время рассматривался как подвид большой бесхвостой тимелии (Pnoepyga albiventer).
Небольшая птица длиной до 9 см. Окраска оперения коричнево-оливковая, на груди рябой чешуйчатый узор. Хвост очень короткий, почти незаметный.